# Polskie Pracownie Konserwacji Zabytków
Polskie Pracownie Konserwacji Zabytków S.A., wcześniej m.in. Przedsiębiorstwo Państwowe Pracownie Konserwacji Zabytków (PP PKZ) – dawne przedsiębiorstwo państwowe utworzone zarządzeniem Ministra Kultury i Sztuki z 25 sierpnia 1950 roku w celu prowadzenia badań zabytków, ich dokumentacji oraz prowadzenia prac restauracyjno-konserwatorskich przy zabytkach nieruchomych i ruchomych, a także badań archeologicznych. Od 2020 roku spółka znajduje się w likwidacji.

## Opis
PP PKZ składał się z Zarządu w Warszawie i 20 oddziałów obejmujących jedno lub kilka byłych województw. Przed częściową prywatyzacją i rozproszeniem w początku lat 90. XX w. PP PKZ dysponowała rozbudowanym systemem pracowni: dokumentacji naukowo-historycznej, archeologiczno-konserwatorskiej, badań architektonicznych, dokumentacji etnograficznej, konserwacji murów, projektowe, zieleni zabytkowej, konserwacji malarstwa, konserwacji rzeźby, konserwacji dzieł sztuki zdobnicznej, konserwacji mebli, papieru, książek, grafiki, skóry, drewna, metalu, tkanin itp. oraz grupami wykonawstwa robót budowlanych. PP PKZ poza licznymi przedsięwzięciami w kraju: odbudowa Zamku Królewskiego w Warszawie, odbudowa i restauracja centrów historycznych Gdańska, Krakowa, Torunia i Zamościa wykonywało od końca lat 60. również liczne prace konserwatorskie poza granicami kraju m.in. w Algierii, Egipcie, Francji, Kubie, Mongolii, Niemczech, Wietnamie, Kambodży i we Włoszech.
Od 1 lutego 2002 r. jedynym spadkobiercą prawnym PP PKZ jest przedsiębiorstwo Polskie Pracownie Konserwacji Zabytków Spółka Akcyjna (PPKZ S.A.) – jednoosobowa spółka Skarbu Państwa. W sierpniu 2020 została ona postawiona w stan likwidacji